# Danemark aux Jeux olympiques d'été de 2004
Le Danemark participe aux Jeux olympiques d'été de 2004 à Athènes en Grèce du 11 au 29 août. Il s'agit de sa 24e participation à des Jeux d'été.

## Médaillés
| Médaille                            | Nom | Sport             | Épreuve                            |  |
| ----------------------------------- | --- | ----------------- | ---------------------------------- |  |
| Médaille d'or, Jeux olympiques      | Eskild Ebbesen Thomas Ebert Thor Kristensen Stephan Mølvig | Aviron            | Quatre sans barreur poids légers   |  |
| Médaille d'or, Jeux olympiques      | Équipe du Danemark de handball féminin \| Kristine Andersen \| \| Karin Mortensen \| \| \| \| Karen Brødsgaard \| \| Louise Nørgaard \| \| \| \| Line Daugaard \| \| Rikke Schmidt \| \| \| \| Katrine Fruelund \| \| Rikke Skov \| \| \| \| Trine Jensen \| \| Camilla Thomsen \| \| \| \| Rikke Jørgensen \| \| Josephine Touray \| \| \| \| Lotte Kiærskou \| \| Mette Vestergaard \| \| \| \| Henriette Mikkelsen \| \| \| \| \| | Handball          | Tournoi féminin                    |  |
| Médaille d'argent, Jeux olympiques  | Joachim Olsen | Athlétisme        | Lancer du poids                    |  |
| Médaille de bronze, Jeux olympiques | Jens Eriksen Mette Schjoldager | Badminton         | Double mixte                       |  |
| Médaille de bronze, Jeux olympiques | Dorte Jensen Helle Jespersen (en) Christina Otzen (en) | Voile             | Quillard Yngling (femmes)          |  |
| Médaille de bronze, Jeux olympiques | Michael Maze Finn Tugwell | Tennis de table   | Double hommes                      |  |
| Médaille de bronze, Jeux olympiques | Signe Livbjerg (en) | Voile             | Dériveur solitaire Europe (femmes) |  |
| Médaille de bronze, Jeux olympiques | Wilson Kipketer | Athlétisme        | 800 mètres hommes                  |  |
| Kristine Andersen                   | | Karin Mortensen   |                                    |  |
| Karen Brødsgaard                    | | Louise Nørgaard   |                                    |  |
| Line Daugaard                       | | Rikke Schmidt     |                                    |  |
| Katrine Fruelund                    | | Rikke Skov        |                                    |  |
| Trine Jensen                        | | Camilla Thomsen   |                                    |  |
| Rikke Jørgensen                     | | Josephine Touray  |                                    |  |
| Lotte Kiærskou                      | | Mette Vestergaard |                                    |  |
| Henriette Mikkelsen                 | |                   |                                    |  |